# Brezno
Brezno é uma cidade e município da Eslováquia localizado no distrito de Brezno, região de Banská Bystrica. Possuia 22 100 habitantes em 2008 (estimativa). Está localizada às margens do rio Hron.

## Demografia
| Ano:        | 1994   | 2004   | 2014   | 2024   |
| ----------- | ------ | ------ | ------ | ------ |
| Broj ljudi: | 22 981 | 22 417 | 21 331 | 19 671 |
| Razlika:    |        | -2,45% | -4,84% | -7,78% |

| Ano:               | 2023   | 2024   |
| ------------------ | ------ | ------ |
| Número de pessoas: | 19 790 | 19 671 |
| Diferença:         |        | -0,60% |